# Locorotondo
Locorotondo (v místním nářečí U Curdùnne) je italské město v Metropolitním městě Bari v regionu Apulie. V obci Locorotondo bylo k 31. srpnu 2020 registrováno 14 137 obyvatel. Locorotondo je zároveň jedním z 308 členů (stav k prosinci roku 2020) asociace I Borghi più belli d'Italia (Nejkrásnější historická sídla v Itálii). Patrony města jsou svatý Roch a svatý Jiří.

## Geografie

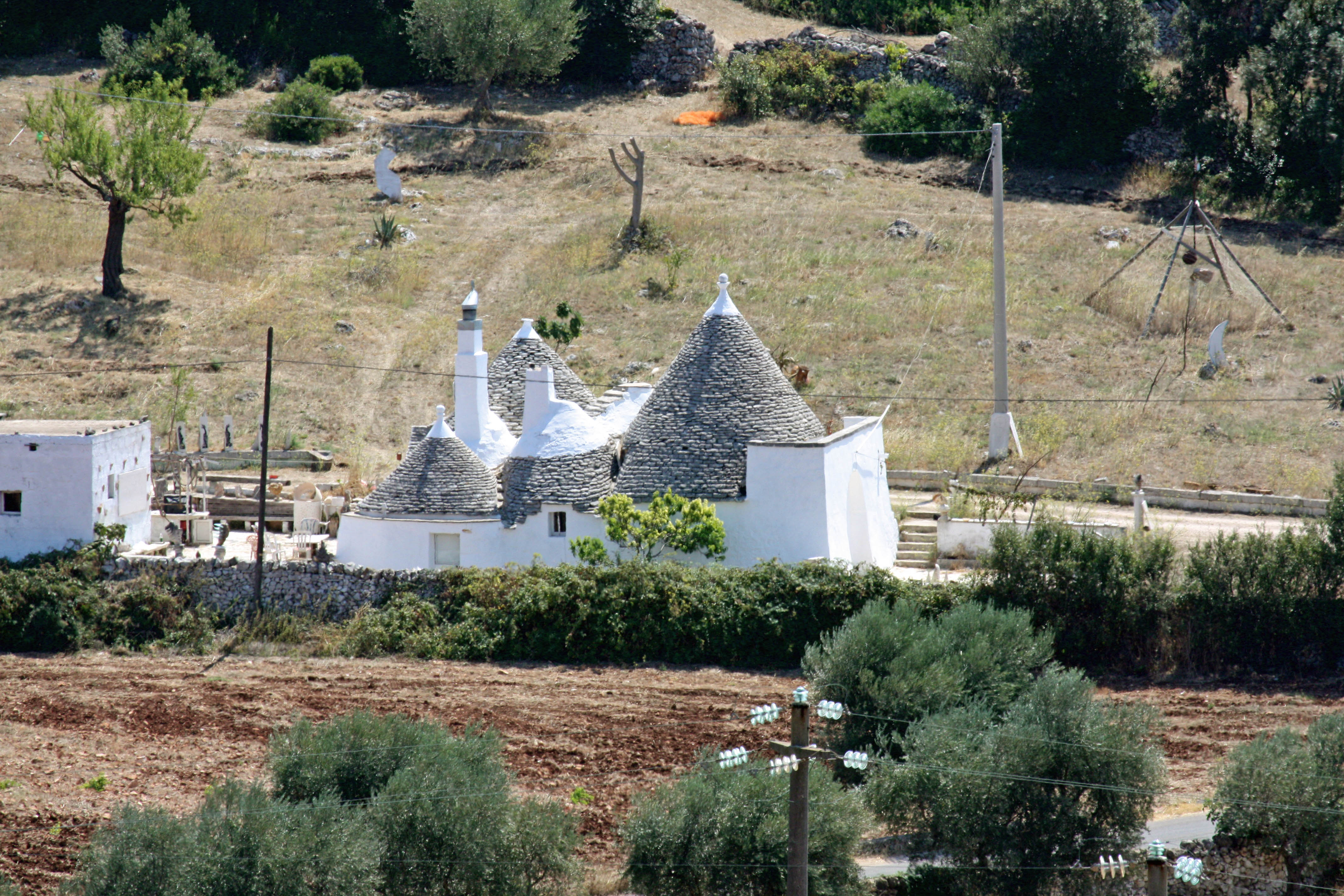
Venkovské usedlosti typu trulli v okolí Locorotonda

Název města se skládá ze slov „rotondo“ a „loco“ , jejichž spojení znamená doslova „kruhové či kulaté místo“. Staré město je vybudováno na půdorysu ve tvaru kruhu na návrší, rozprostírajícím se přibližně ve vzdálenosti 15 km vzdušnou čarou od pobřeží Jaderského moře. Nejbližší sousední obcí Locorotonda je městečko Alberobello, jehož zástavba vesměs sestává z domů typu trulli. Díky této unikátní architektuře bylo Alberobello v roce 1996 zapsáno na seznam Světového dědictví UNESCO. Řada trulli se nachází také ve venkovské krajině v okolí Locorotonda. Locorotondo leží na regionální železniční trati z Bari. Díky své poloze v otevřené krajině je Locorotondo místem s největším množstvím srážek v oblasti, roční průměr činí kolem 750 mm.
Obec Locorotondo zahrnuje celkem 154 místních částí, tj. vesnic a osad. Mezi jinými to jsou vesnice Lamie di Olimpia, Laureto, San Marco, Crocifisso, Tagaro, Trito, Pentassuglia, Semeraro, Tommasone, Sant'Elia, Cerrosa a další.

## Historie
Locorotondo bylo založeno kolem roku 1000 n. l. Podle archeologických nálezů jak na návrší, tak i v údolí sídlili lidé jíž v době mezi 9. a 4. stoletím př. n., na rozdíl od mnoha jiných měst a obcí na jihu Itálie zde pravděpodobně nebyla žádná řecká osada. První písemná zmínka o sídle jménem Rotondo s kostelem sv. Jiří jako o lénu benediktinského kláštera Santo Stefano, ležícího na pobřeží poblíž Monopoli, je z roku 1195. V průběhu 15. století Locorotondo přešlo do vlastnictví místních feudálů, kteří zde postavili hrad a opevnění. Hrad byl zbořen v druhé polovině 19. století.

## Pamětihodnosti
- Chiesa Madonna della Greca – první písemná zmínka o kostele je z roku 1520, avšak tato sakrální stavba je zjevně mnohem staršího původu
- Chiesa madre di San Giorgio Martire – hlavní locorotondský chrám, postavený na přelomu 18. a 19. století v novoklasicistním slohu na místě starších kostelů
- Palazzo Comunale – budova staré radnice z 18. století, nyní městská knihovna a archív
- Palazzo Morelli – jediný barokní palác v Locorotondu, který si beze změn zachoval svou podobu z počátku 18. století
- Trullo Marziolla – nejstarší stavba typu trullo v údolí Itria, postavená v roce 1559

## Partnerské obce
- Montpellier, Francie
- Syvota, Řecko

## Galerie

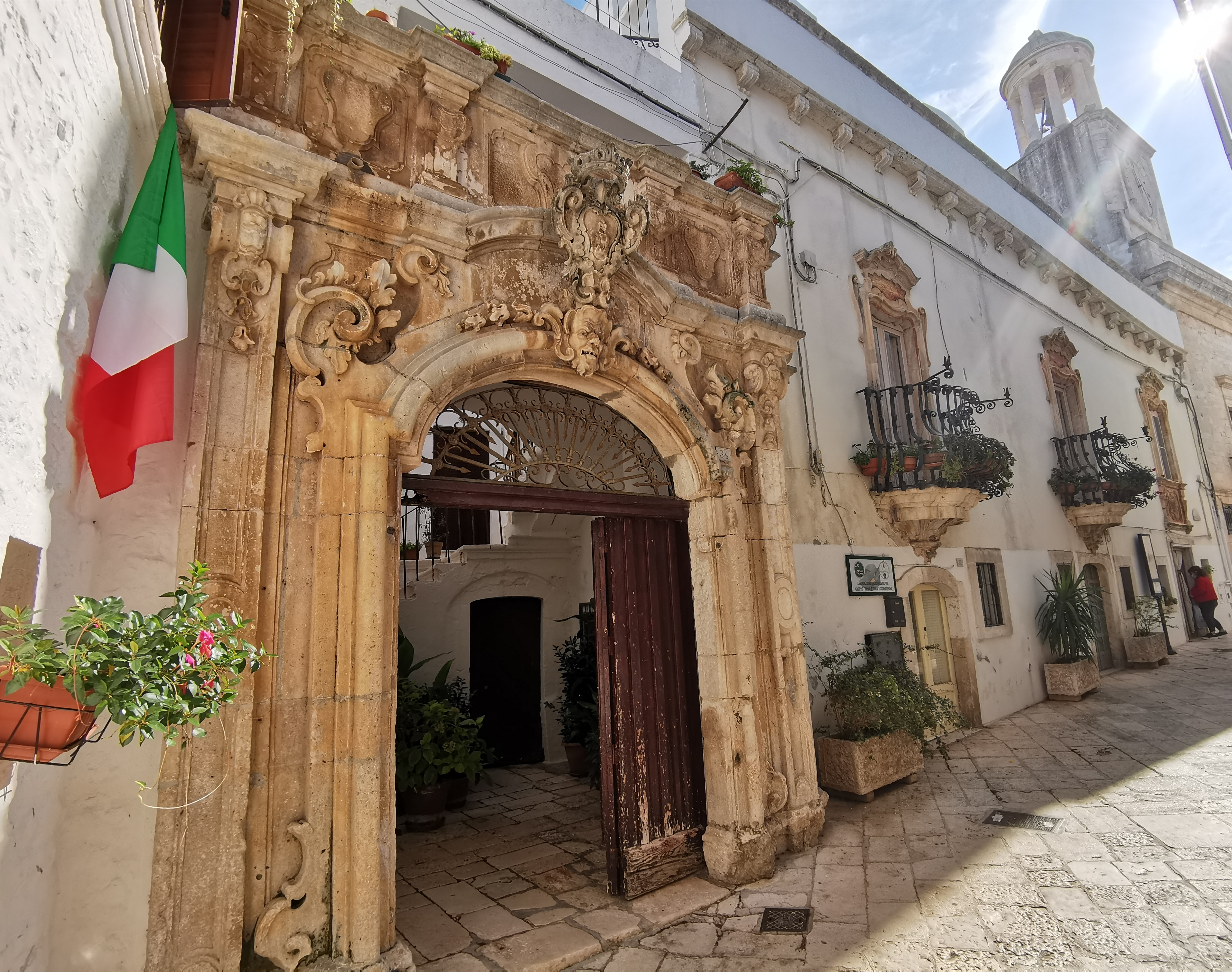
Barokní brána paláce Morelli
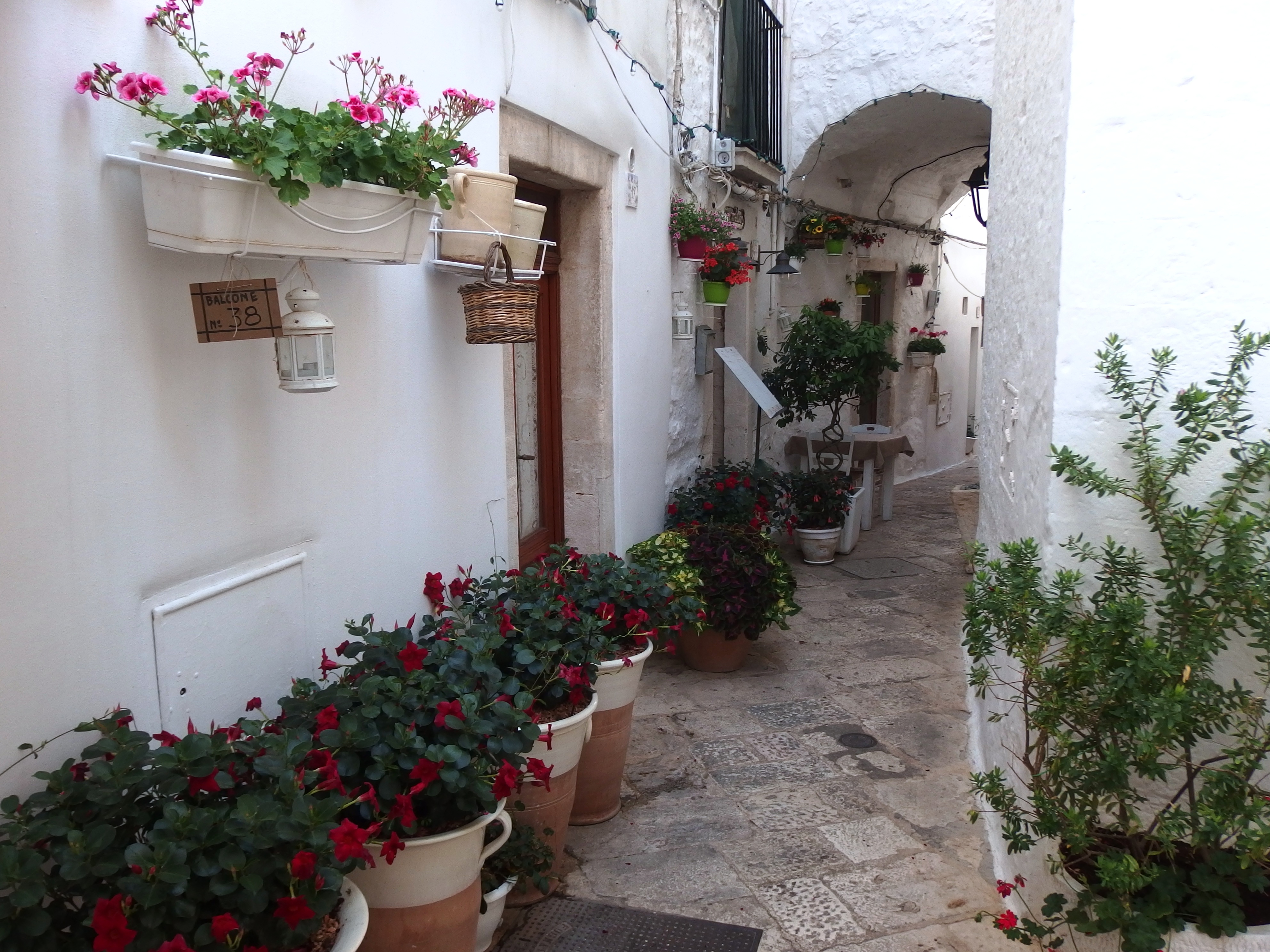
Uličky starého města
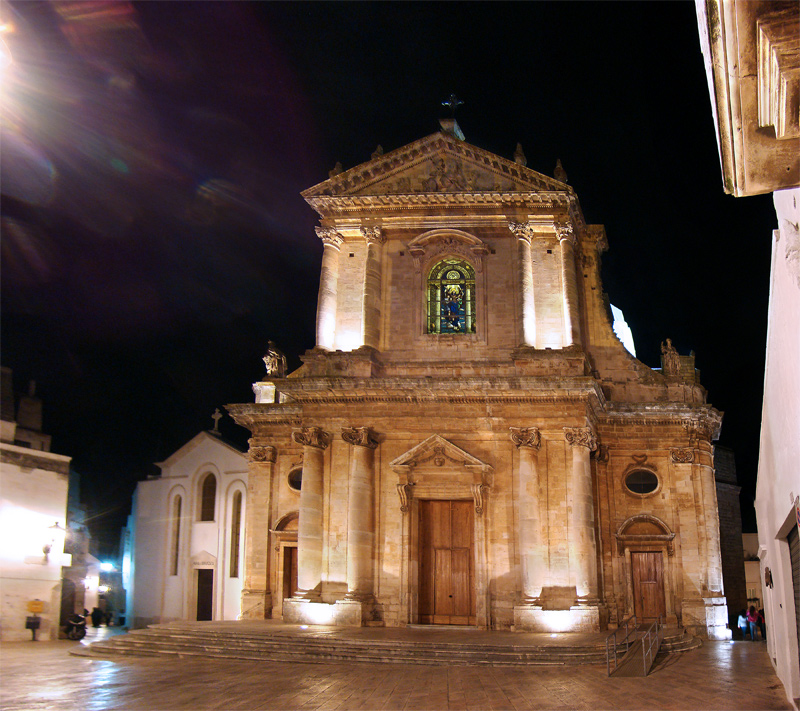
Večerní osvětlení kostela svatého Jiří
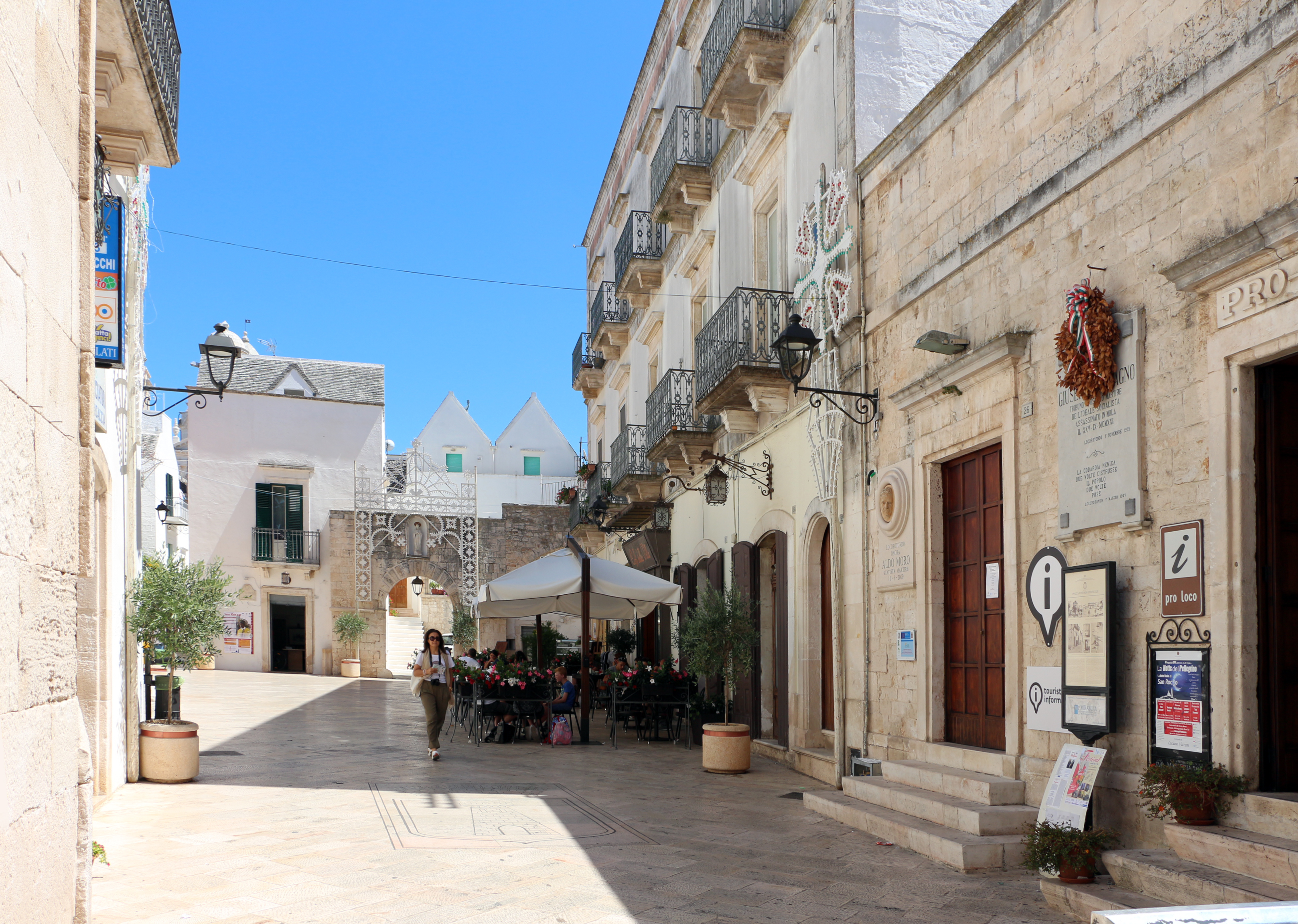
Danteho náměstí v Locorotondu
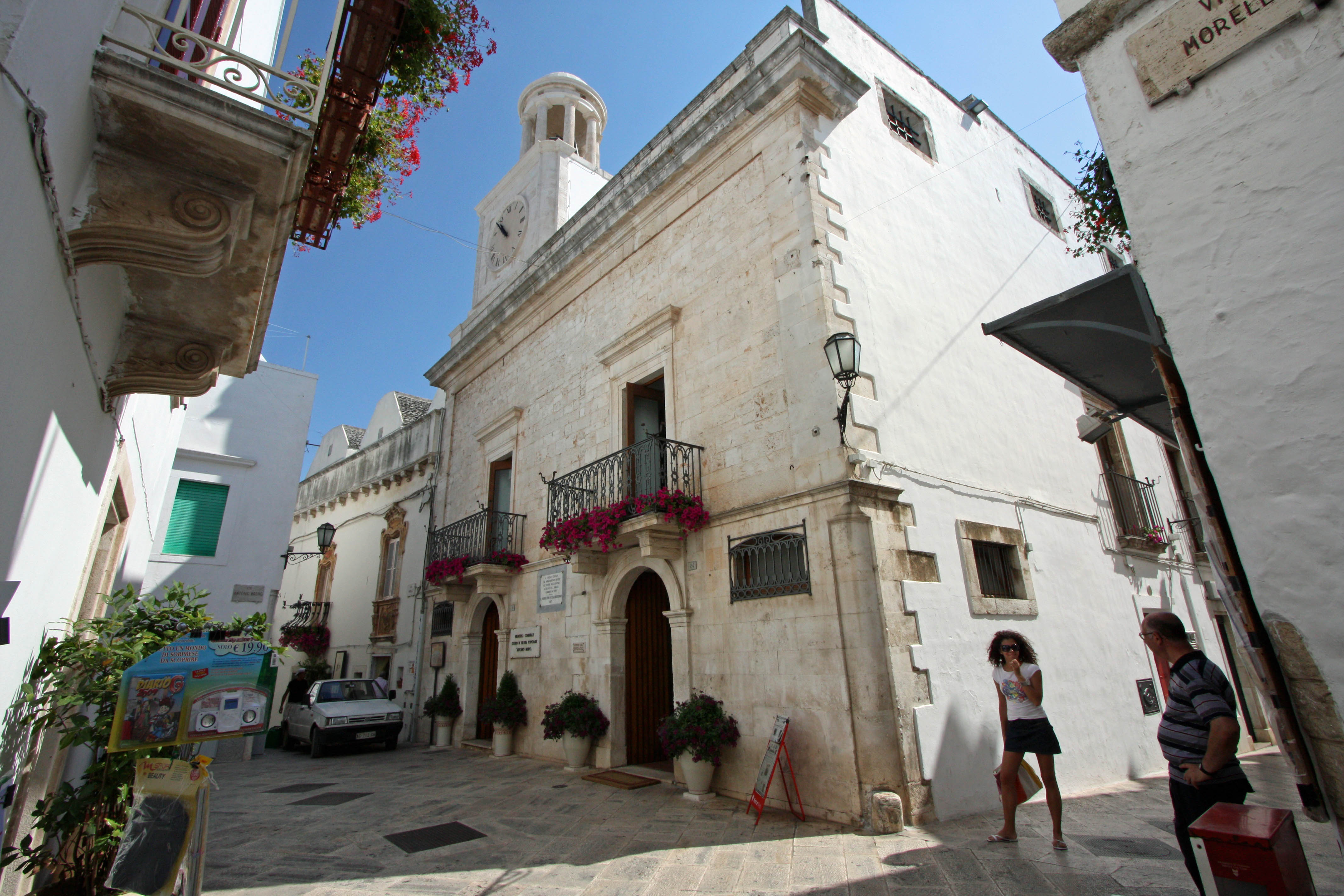
Stará radnice